# عبد الرحيم كمال
عبد الرحيم كمال ( 30 أكتوبر 1971- ): سيناريست وقاص وروائي مصري. ولد بالعيساوية شرق سوهاج.
تخرج في المعهد العالي للسينما قسم السيناريو عام 2000 وقد نُشرت بعض الروايات التي ألفها؛ منها (رحلة إلى الدنمارك وبلاد أخرى) وله مجموعتين قصصيتين ورواية وقد تمكن من إجادة كتابة الأعمال التي تصف الأجواء في الصعيد المصري لطبيعة مكان محل ميلاده بسوهاج

## أعمال من تأليفه

### الأفلام
- 2008: على جنب يا أسطى
- 2012 : تيتة رهيبة
- 2017: الكنز الجزء الأول "الحقيقة والخيال"
- 2019: الكنز الجزء الثاني "الحب والمصير"
- 2019: خيال مآتة

### المسلسلات
- 2002: شباب أون لاين
- 2003: شباب أون لاين (ج2)
- 2009: الرحايا حجر القلوب
- 2010: شيخ العرب همام
- 2012: الخواجة عبد القادر
- 2014: دهشة
- 2016: يونس ولد فضة
- 2016: ونوس
- 2019: زلزال
- 2019: أهو ده اللي صار
- 2021: نجيب زاهي زركش
- 2021: القاهرة كابول
- 2022: جزيرة غمام
- 2024: الحشاشين
- 2025: قهوة المحطة

### المسلسلات الإذاعية
- 2008: ميمي عربيات

### كتب
- ظل ممدود
- المجنونة
- بواب الحانة
- أنا وأنت وجنة وشهد
- صاحب الوردة
- منطق الظل
- قصص بحجم القلب
- أبناء حورة. [2]
- كل الألعاب للتسلية[3]
- موت العالم

## الجوائز والتكريم
- جائزة الدولة للتفوق والآداب للعام 2024.[4]